# Marco Bakker
Jacob Marinus (Jaap) Bakker, connu sous son d'artiste de Marco Bakker, né à Beverwijk le 8 février 1938 , est un chanteur d'opéra et présentateur de radio néerlandais.

## Biographie
Après un premier mariage avec Patricia Madden, il se remarie avec l'actrice Willeke van Ammelrooy.